# Liste des cours d'eau de Maine-et-Loire
Pour un article plus général, voir Réseau hydrographique de Maine-et-Loire.

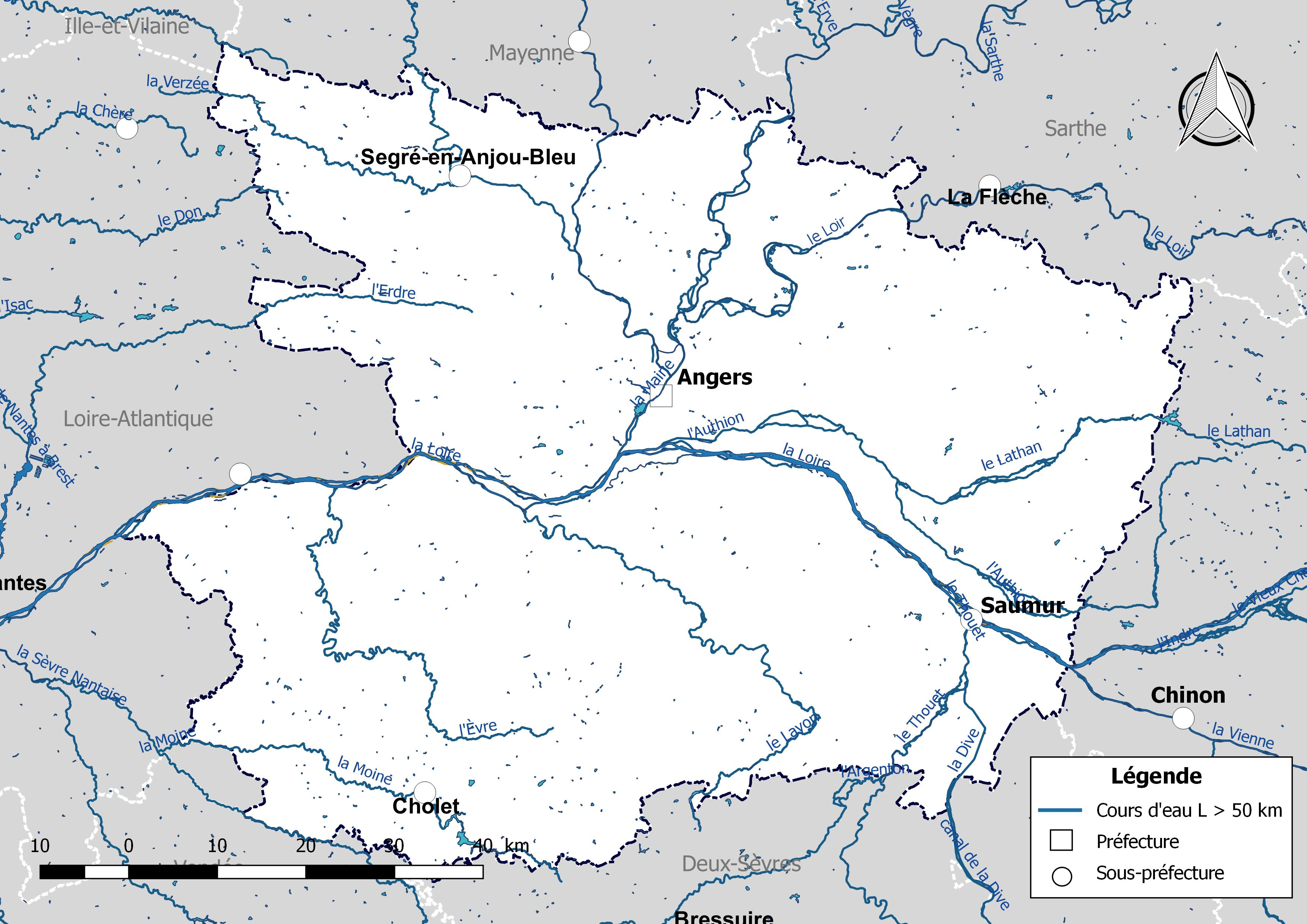
Carte des cours d'eau de longueur supérieure à 50 km de Maine-et-Loire.

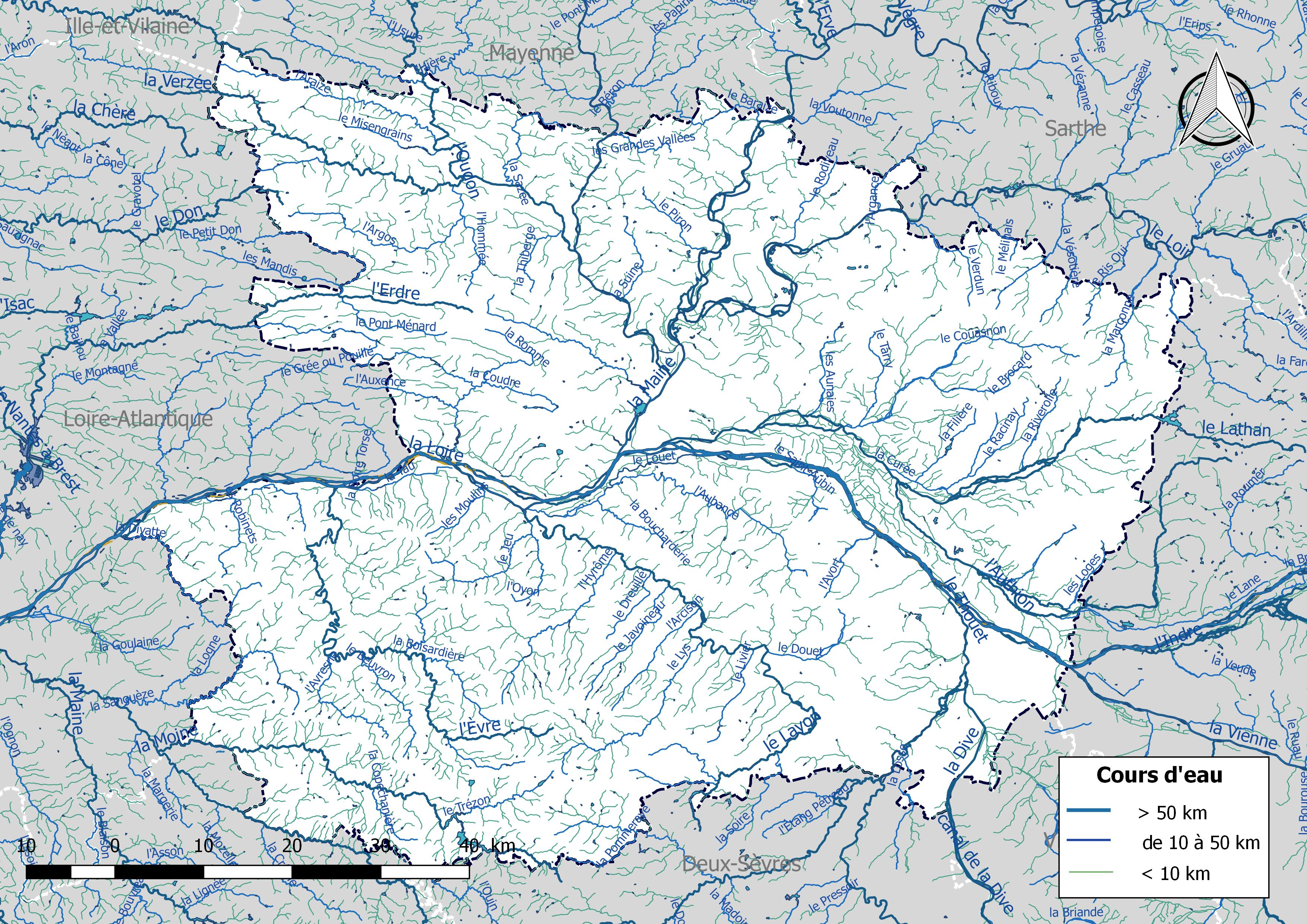
Carte de l'ensemble du réseau hydrographique de Maine-et-Loire.

La liste des cours d'eau de Maine-et-Loire présente les principaux cours d'eau traversant pour tout ou partie le territoire du département français de Maine-et-Loire dans la région Pays-de-la-Loire.
Les cours d'eau sont ordonnés selon leur origine naturelle (fleuve, rivières ou ruisseaux) ou artificielle (canaux). Pour chacun d'entre eux sont précisés : sa classe, sa longueur totale, le cours d'eau dans lequel il se jette (confluence), le bassin collecteur auquel il appartient, le nombre de départements et de communes traversées et le nom des communes qu'il irrigue dans le département de Maine-et-Loire.

## Cours d'eau naturels

### Définition
Jusqu'en 2016, aucun texte législatif ne définissait la notion de cours d’eau. Ce n'est qu'avec la loi du 8 août 2016 pour la reconquête de la biodiversité, de la nature et des paysages que cette lacune est comblée. L'article 118 de cette loi insère un nouvel article L. 215-7-1 dans le code de l'environnement précisant que « constitue un cours d'eau un écoulement d'eaux courantes dans un lit naturel à l'origine, alimenté par une source et présentant un débit suffisant la majeure partie de l'année. L'écoulement peut ne pas être permanent compte tenu des conditions hydrologiques et géologiques locales. ». Ainsi les deux principaux critères retenus sont :
- la présence et la permanence d’un lit naturel à l’origine, ce qui distingue les cours d’eau (artificialisés ou non) des fossés et canaux creusés par la main de l’homme ;
- la permanence d’un débit suffisant une majeure partie de l’année, critère qui doit être évalué en fonction des conditions climatiques et hydrologiques locales.

La base de données Carthage est le référentiel du réseau hydrographique français. Cette base est réalisée à partir de la couche hydrographie de la base de données Carto enrichie par le ministère chargé de l'environnement et les agences de l'eau avec le découpage du territoire en zones hydrographiques d'une part et la codification de ces zones et du réseau hydrographique d'autre part. De cette base, il ressort que le réseau hydrographique de Maine-et-Loire comprend 90 cours d'eau permanents de longueur supérieure à 10 km et dont le cours est en partie ou en totalité dans le département de Maine-et-Loire.

### Cours d'eau permanents de longueur supérieure ou égale à10km
Le référentiel national hiérarchise le réseau en 7 classes selon l'importance décroissante des cours d'eau. Le tableau ci-après regroupe tous les cours d'eau irriguant pour tout ou partie du département et appartenant à l'une des classes 1 à 4, de longueur supérieure à 10 km. Pour chacune de ces classes les caractéristiques des cours d'eau sont les suivantes : 
- 1 : longueur supérieure à 100 km ou tout cours d’eau se jetant dans une embouchure logique[Note 1] et d'une longueur supérieure à 25 km ;
- 2 : longueur comprise entre 50 et 100 km ou tout cours d’eau se jetant dans une embouchure logique et d’une longueur supérieure à 10 km ;
- 3 : longueur comprise entre 25 et 50 km ;
- 4 : longueur comprise entre 10 et 25 km.

Aperçu des principaux cours d'eau drainant le Maine-et-Loire
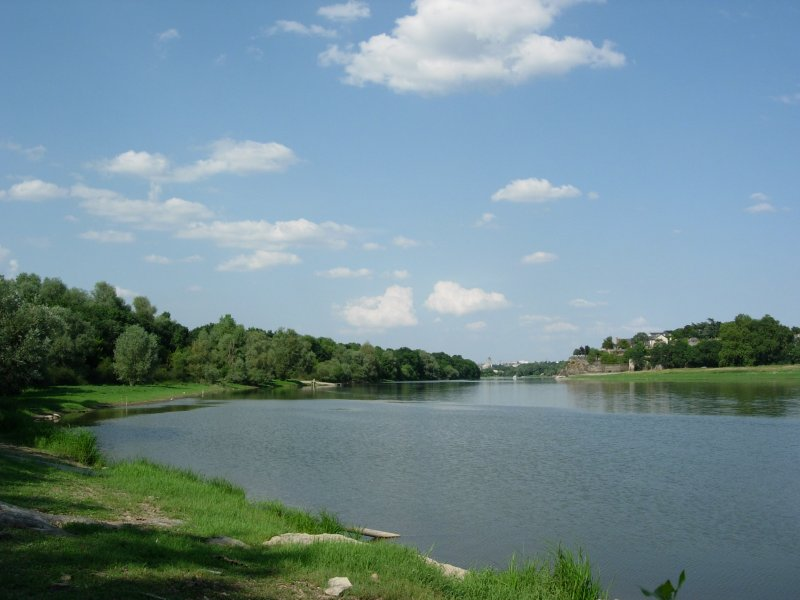
La Maine en aval d'Angers.
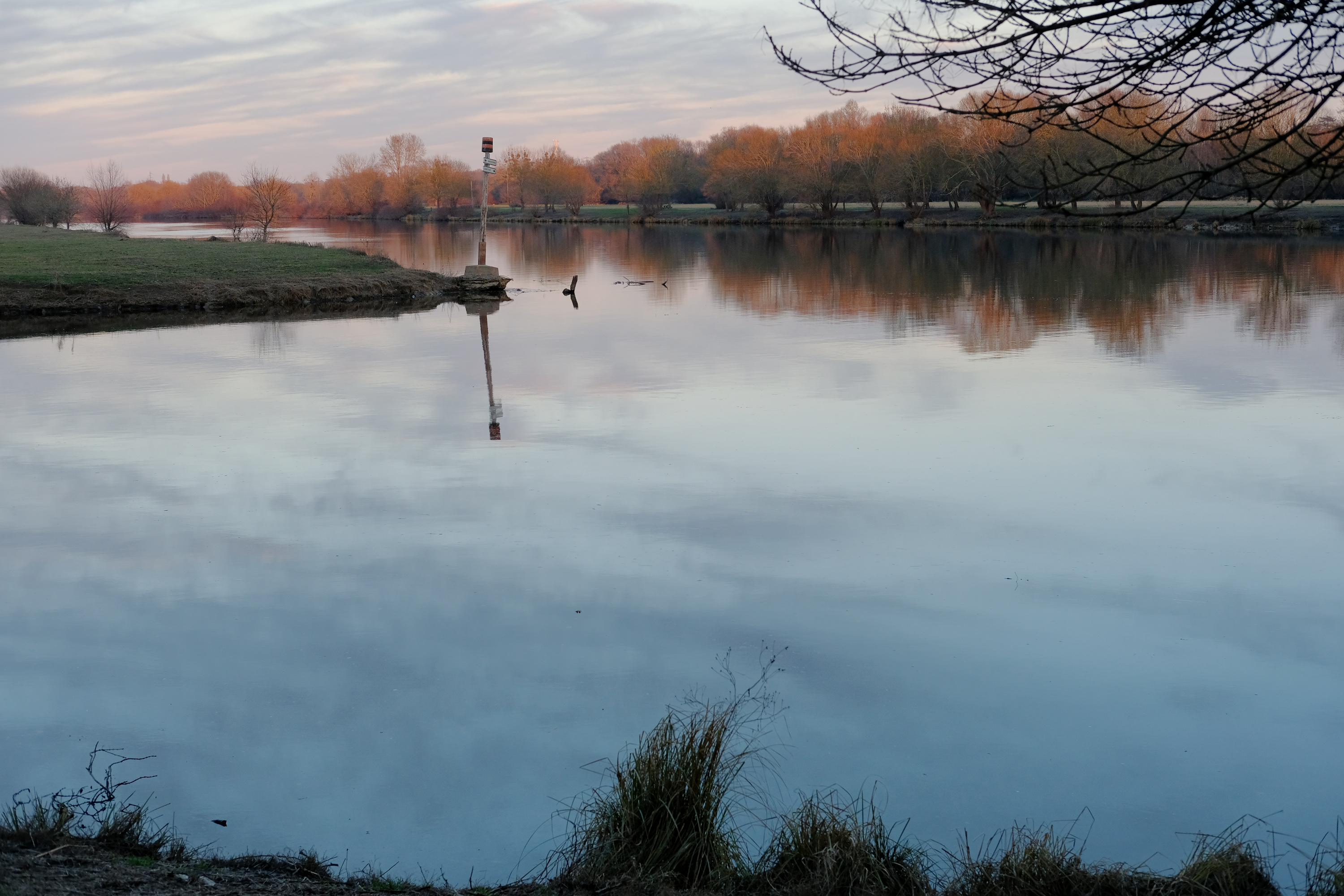
La confluence de la Sarthe (en haut et à gauche) et de la Mayenne formant la Maine, au nord d'Angers.
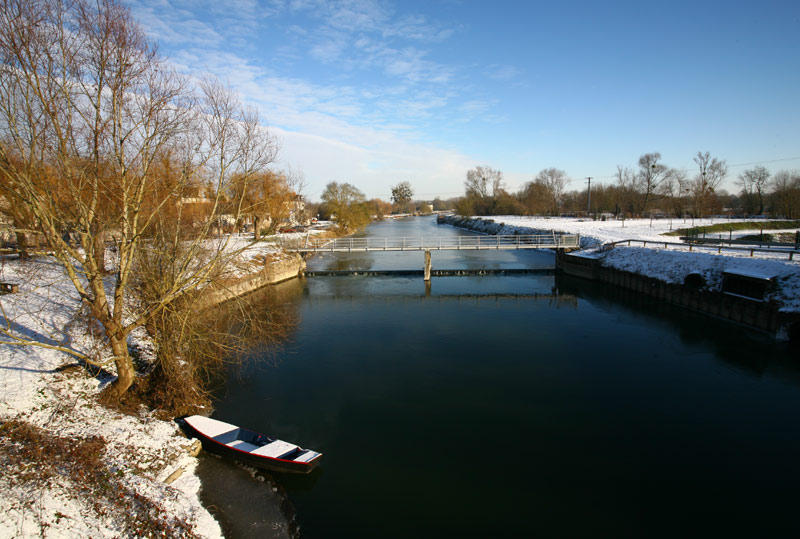
L'Authion à Brain-sur-l'Authion.
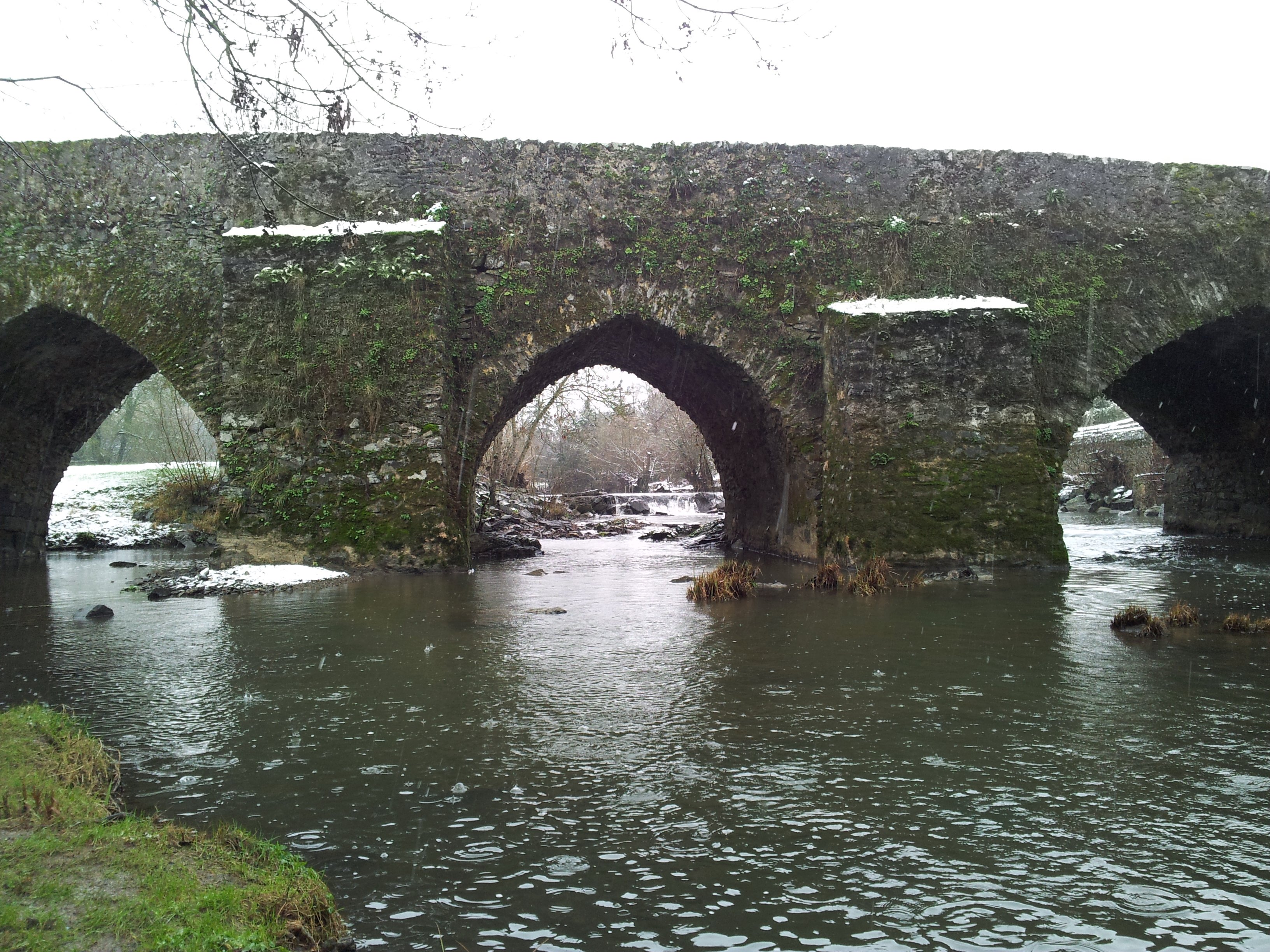
Pont sur l'Èvre à Montrevault-sur-Èvre.

| Nom du cours d'eau  | Classe | Longueur totale en km | Confluence        | Bassin collecteur | Départements irrigués                               | Communes irriguées | Communes irriguées | Communes irriguées |
| Nom du cours d'eau  | Classe | Longueur totale en km | Confluence        | Bassin collecteur | Départements irrigués                               | Nb total           | Nb ds le dép.      | Communes du département |
| ------------------- | ------ | --------------------- | ----------------- | ----------------- | --------------------------------------------------- | ------------------ | ------------------ | --- |
| Araize              | 3      | 33                    | l'Oudon           | la Loire          | 2 (49, 53)                                          | 4                  | 3                  | Bouillé-Ménard, Ombrée d'Anjou, Segré-en-Anjou Bleu. |
| Arcison             | 4      | 16,7                  | le Layon          | la Loire          | 1 (49)                                              | 4                  | 4                  | Bellevigne-en-Layon, Chemillé-en-Anjou, Lys-Haut-Layon, Montilliers. |
| Argance             | 4      | 19,7                  | le Loir           | la Loire          | 2 (49, 72)                                          | 5                  | 1                  | Durtal. |
| Argenton            | 2      | 71                    | le Thouet         | la Loire          | 2 (49, 79)                                          | 19                 | 1                  | Le Puy-Notre-Dame. |
| Argos               | 3      | 30,2                  | la Verzée         | la Loire          | 1 (49)                                              | 4                  | 4                  | Challain-la-Potherie, Chazé-sur-Argos, Loiré, Segré-en-Anjou Bleu. |
| Aubance             | 3      | 35,9                  | la Loire          | la Loire          | 1 (49)                                              | 10                 | 10                 | Blaison-Saint-Sulpice, Brissac Loire Aubance, Denée, Les Garennes sur Loire, Gennes-Val-de-Loire, Mozé-sur-Louet, Mûrs-Erigné, Saint-Melaine-sur-Aubance, Soulaines-sur-Aubance, Tuffalun. |
| Authion             | 2      | 99,8                  | la Loire          | la Loire          | 2 (37, 49)                                          | 24                 | 16                 | Allonnes, Beaufort-en-Anjou, Brain-sur-Allonnes, Gennes-Val-de-Loire, Loire-Authion, Longué-Jumelles, Mazé-Milon, La Ménitré, Les Ponts-de-Cé, Saint-Clément-des-Levées, Sainte-Gemmes-sur-Loire, Saumur, Trélazé, Varennes-sur-Loire, Villebernier, Vivy. |
| Automne             | 4      | 15,2                  | l'Authion         | la Loire          | 1 (49)                                              | 3                  | 3                  | Allonnes, La Breille-les-Pins, Vivy. |
| Auxence             | 4      | 17                    | la Romme          | la Loire          | 2 (44, 49)                                          | 5                  | 3                  | Champtocé-sur-Loire, Saint-Sigismond, Val d'Erdre-Auxence. |
| Avort               | 4      | 11,5                  | la Loire          | la Loire          | 1 (49)                                              | 3                  | 3                  | Gennes-Val-de-Loire, Louresse-Rochemenier, Tuffalun. |
| Avresne             | 4      | 19,4                  | l'Èvre            | la Loire          | 1 (49)                                              | 5                  | 5                  | Beaupréau-en-Mauges, Bégrolles-en-Mauges, Montrevault-sur-Èvre, Sèvremoine, La Séguinière. |
| Baraize             | 4      | 18,3                  | la Sarthe         | la Loire          | 2 (49, 53)                                          | 6                  | 2                  | Miré, Morannes sur Sarthe-Daumeray. |
| Beuvron             | 4      | 17,5                  | l'Èvre            | la Loire          | 1 (49)                                              | 4                  | 4                  | Beaupréau-en-Mauges, Bégrolles-en-Mauges, Le May-sur-Èvre, Saint-Léger-sous-Cholet. |
| Boisardière         | 4      | 16,6                  | l'Èvre            | la Loire          | 2 (44, 49)                                          | 16                 | 1                  | Le Puy-Notre-Dame. |
| Boucharderie        | 4      | 11,6                  | le Louet          | la Loire          | 1 (49)                                              | 4                  | 4                  | Bellevigne-en-Layon, Denée, Mozé-sur-Louet, Rochefort-sur-Loire. |
| Brionneau           | 4      | 30                    | la Maine          | la Loire          | 1 (49)                                              | 6                  | 6                  | Angers, Avrillé, Beaucouzé, Erdre-en-Anjou, Longuenée-en-Anjou, Saint-Clément-de-la-Place. |
| Brocard             | 4      | 14,4                  | le Couasnon       | la Loire          | 1 (49)                                              | 2                  | 2                  | Baugé-en-Anjou, Les Bois d'Anjou. |
| Chéran              | 3      | 30,2                  | l'Oudon           | la Loire          | 2 (49, 53)                                          | 9                  | 1                  | Segré-en-Anjou Bleu. |
| Copechanière        | 4      | 10,5                  | la Moine          | la Loire          | 1 (49)                                              | 3                  | 3                  | Cholet, Saint-Christophe-du-Bois, La Séguinière. |
| Couasnon            | 3      | 34,8                  | l'Authion         | la Loire          | 1 (49)                                              | 5                  | 5                  | Baugé-en-Anjou, Beaufort-en-Anjou, Les Bois d'Anjou, Mazé-Milon, Noyant-Villages. |
| Coudre              | 4      | 14,7                  | la Romme          | la Loire          | 1 (49)                                              | 3                  | 3                  | Bécon-les-Granits, Saint-Augustin-des-Bois, Saint-Léger-de-Linières. |
| Croissel            | 4      | 23,6                  | l'Erdre           | la Loire          | 2 (44, 49)                                          | 4                  | 2                  | Freigné, Val d'Erdre-Auxence. |
| Divatte             | 3      | 31,5                  | la Loire          | la Loire          | 2 (44, 49)                                          | 7                  | 2                  | Montrevault-sur-Èvre, Orée d'Anjou. |
| Don                 | 1      | 92,1                  | la Vilaine        | la Vilaine        | 2 (44, 49)                                          | 16                 | 1                  | Ombrée d'Anjou. |
| Douet               | 4      | 14                    | le Layon          | la Loire          | 1 (49)                                              | 3                  | 3                  | Dénezé-sous-Doué, Doué-en-Anjou, Louresse-Rochemenier. |
| Dreuillé            | 4      | 10,9                  | le Layon          | la Loire          | 1 (49)                                              | 2                  | 2                  | Bellevigne-en-Layon, Chemillé-en-Anjou. |
| Erdre               | 2      | 97,4                  | la Loire          | la Loire          | 2 (44, 49)                                          | 16                 | 5                  | Angrie, Candé, Erdre-en-Anjou, Freigné, Val d'Erdre-Auxence. |
| Èvre                | 2      | 91,8                  | la Loire          | la Loire          | 2 (44, 49)                                          | 8                  | 7                  | Beaupréau-en-Mauges, Chemillé-en-Anjou, Mauges-sur-Loire, Le May-sur-Èvre, Montrevault-sur-Èvre, Trémentines, Vezins. |
| Filière             | 4      | 12                    | la Curée          | la Loire          | 1 (49)                                              | 4                  | 4                  | Baugé-en-Anjou, Les Bois d'Anjou, La Lande-Chasles, Longué-Jumelles. |
| Hâvre               | 3      | 31,5                  | la Loire          | la Loire          | 2 (44, 49)                                          | 7                  | 1                  | Orée d'Anjou. |
| Hière               | 3      | 33,2                  | l'Oudon           | la Loire          | 2 (49, 53)                                          | 10                 | 1                  | Segré-en-Anjou Bleu. |
| Hommée              | 4      | 11,7                  | l'Argos           | la Loire          | 1 (49)                                              | 2                  | 2                  | Erdre-en-Anjou, Segré-en-Anjou Bleu. |
| Hyrôme              | 3      | 27,2                  | la Layon          | la Loire          | 1 (49)                                              | 1                  | 1                  | Chemillé-en-Anjou. |
| Javoineau           | 4      | 19,6                  | le Layon          | la Loire          | 1 (49)                                              | 2                  | 2                  | Bellevigne-en-Layon, Chemillé-en-Anjou. |
| Jeu                 | 4      | 21,5                  | le Layon          | la Loire          | 1 (49)                                              | 5                  | 5                  | Chalonnes-sur-Loire, Chaudefonds-sur-Layon, Chemillé-en-Anjou, Mauges-sur-Loire, Montrevault-sur-Èvre. |
| Lane                | 4      |                       |                   | la Loire          | 2 (49, 79)                                          | 14                 | 6                  | Artannes-sur-Thouet, Bellevigne-les-Châteaux, Le Coudray-Macouard, Montreuil-Bellay, Saint-Just-sur-Dive, Saumur. |
| Layon               | 2      | 89,9                  | la Loire          | la Loire          | 2 (49, 79)                                          | 15                 | 13                 | Aubigné-sur-Layon, Beaulieu-sur-Layon, Bellevigne-en-Layon, Chalonnes-sur-Loire, Chaudefonds-sur-Layon, Chemillé-en-Anjou, Cléré-sur-Layon, Doué-en-Anjou, Lys-Haut-Layon, Passavant-sur-Layon, Rochefort-sur-Loire, Terranjou, Val-du-Layon. |
| les Aunaies         | 4      | 13,5                  | les Aulnaies      | la Loire          | 1 (49)                                              | 4                  | 4                  | Cornillé-les-Caves, Jarzé Villages, Loire-Authion, Mazé-Milon. |
| les Cartes          | 4      | 18,9                  | le Loir           | la Loire          | 2 (49, 72)                                          | 3                  | 1                  | Baugé-en-Anjou. |
| les Grandes Vallées | 4      | 10,9                  | la Mayenne        | la Loire          | 2 (49, 53)                                          | 2                  | 1                  | Les Hauts-d'Anjou. |
| Les Loges           | 4      | 10,3                  | Boire des Roux    | la Loire          | 1 (49)                                              | 2                  | 2                  | Brain-sur-Allonnes, La Breille-les-Pins. |
| les Mandis          | 4      | 18,9                  | l'Erdre           | la Loire          | 2 (44, 49)                                          | 6                  | 1                  | Candé. |
| les Moulins         | 4      | 11,5                  | la Loire          | la Loire          | 1 (49)                                              | 2                  | 2                  | Chalonnes-sur-Loire, Mauges-sur-Loire. |
| les Robinets        | 4      | 17                    | la Loire          | la Loire          | 2 (44, 49)                                          | 2                  | 1                  | Orée d'Anjou. |
| Livier              | 4      | 13,5                  | le Layon          | la Loire          | 1 (49)                                              | 2                  | 2                  | Doué-en-Anjou, Lys-Haut-Layon. |
| Loir                | 1      | 317,4                 | la Sarthe         | la Loire          | 4 (28, 41, 49, 72)                                  | 95                 | 11                 | Baracé, Briollay, Corzé, Durtal, Écouflant, Huillé-Lézigné, Montreuil-sur-Loir, Les Rairies, Rives-du-Loir-en-Anjou, Seiches-sur-le-Loir, Tiercé. |
| Loire               | 1      | 1005,9                | Golfe de Gascogne | la Loire          | 12 (03, 07, 18, 37, 41, 42, 43, 44, 45, 49, 58, 71) | 322                | 27                 | Béhuard, Blaison-Saint-Sulpice, Bouchemaine, Brissac Loire Aubance, Chalonnes-sur-Loire, Champtocé-sur-Loire, Denée, Les Garennes sur Loire, Gennes-Val-de-Loire, Ingrandes-Le Fresne sur Loire, Loire-Authion, Mauges-sur-Loire, La Ménitré, Montsoreau, Orée d'Anjou, Parnay, Les Ponts-de-Cé, La Possonnière, Rochefort-sur-Loire, Saint-Clément-des-Levées, Sainte-Gemmes-sur-Loire, Saint-Jean-de-la-Croix, Saumur, Savennières, Souzay-Champigny, Varennes-sur-Loire, Villebernier. |
| Losse               | 4      | 17                    | le THouet         | la Loire          | 2 (49, 79)                                          | 7                  | 3                  | Antoigné, Montreuil-Bellay, Vaudelnay. |
| Louet               | 4      | 24,9                  | la Loire          | la Loire          | 1 (49)                                              | 8                  | 8                  | Chalonnes-sur-Loire, Chaudefonds-sur-Layon, Denée, Mozé-sur-Louet, Mûrs-Erigné, Les Ponts-de-Cé, Rochefort-sur-Loire, Val-du-Layon. |
| Lys                 | 3      | 29,2                  | la Layon          | la Loire          | 1 (49)                                              | 6                  | 6                  | Aubigné-sur-Layon, Bellevigne-en-Layon, Chanteloup-les-Bois, Coron, Lys-Haut-Layon, Montilliers. |
| Maine               | 4      | 11,5                  | la Loire          | la Loire          | 1 (49)                                              | 3                  | 3                  | Angers, Bouchemaine, Sainte-Gemmes-sur-Loire. |
| Marconne            | 4      | 20,9                  | le Loir           | la Loire          | 2 (49, 72)                                          | 3                  | 1                  | Noyant-Villages. |
| Maulne              | 3      | 28,7                  | le Loir           | la Loire          | 3 (37, 49, 72)                                      | 10                 | 1                  | Noyant-Villages. |
| Mayenne             | 1      | 202,3                 | la Maine          | la Loire          | 3 (49, 53, 61)                                      | 63                 | 12                 | Angers, Cantenay-Épinard, Chambellay, Chenillé-Champteussé, Feneu, Grez-Neuville, Les Hauts-d'Anjou, La Jaille-Yvon, Le Lion-d'Angers, Longuenée-en-Anjou, Montreuil-Juigné, Montreuil-sur-Maine. |
| Mélinais            | 4      | 10                    | le Loir           | la Loire          | 2 (49, 72)                                          | 2                  | 1                  | Baugé-en-Anjou. |
| Misengrains         | 4      | 11,9                  | l'Oudon           | la Loire          | 1 (49)                                              | 4                  | 4                  | Bouillé-Ménard, Bourg-l'Évêque, Ombrée d'Anjou, Segré-en-Anjou Bleu. |
| Moine               | 2      | 68,8                  | la Sèvre nantaise | la Loire          | 3 (44, 49, 79)                                      | 12                 | 8                  | Cholet, Maulévrier, La Romagne, Saint-Christophe-du-Bois, Sèvremoine, La Séguinière, La Tessoualle, Yzernay. |
| Oudon               | 1      | 103,2                 | la Mayenne        | la Loire          | 2 (49, 53)                                          | 17                 | 4                  | Grez-Neuville, Le Lion-d'Angers, Montreuil-sur-Maine, Segré-en-Anjou Bleu. |
| Ouère               | 3      | 26,5                  | l'Argenton        | la Loire          | 2 (49, 79)                                          | 6                  | 2                  | Somloire, Yzernay. |
| Ouin                | 4      | 33,7                  | la Sèvre nantaise | la Loire          | 3 (49, 79, 85)                                      | 5                  | 1                  | Cholet. |
| Oyon                | 4      | 12,1                  | le Jeu            | la Loire          | 1 (49)                                              | 2                  | 2                  | Chaudefonds-sur-Layon, Chemillé-en-Anjou. |
| Petit Don           | 4      | 20,3                  | la Don            | la Loire          | 2 (44, 49)                                          | 5                  | 1                  | Challain-la-Potherie. |
| Piron               | 4      | 12,2                  | la Sarthe         | la Loire          | 1 (49)                                              | 2                  | 2                  | Cheffes, Les Hauts-d'Anjou. |
| Pommeraye           | 4      | 10,1                  | l'Ouère           | la Loire          | 2 (49, 79)                                          | 5                  | 2                  | Les Cerqueux, Somloire. |
| Pont Ménard         | 4      | 15,7                  | l'Erdre           | la Loire          | 1 (49)                                              | 2                  | 2                  | Candé, Val d'Erdre-Auxence. |
| Racinay             | 4      | 16,3                  | la Curée          | la Loire          | 1 (49)                                              | 3                  | 3                  | Longué-Jumelles, Mouliherne, Noyant-Villages. |
| Rez Profond         | 4      | 11,9                  | l'Èvre            | la Loire          | 1 (49)                                              | 1                  | 1                  | Beaupréau-en-Mauges. |
| Ris Oui             | 4      | 17,7                  | le Loir           | la Loire          | 2 (49, 72)                                          | 4                  | 1                  | Noyant-Villages. |
| Riverolle           | 4      | 13,1                  |                   | la Loire          | 1 (49)                                              | 2                  | 2                  | Mouliherne, Noyant-Villages. |
| Rodiveau            | 4      | 14,1                  | la Loir           | la Loire          | 2 (49, 72)                                          | 5                  | 4                  | Baracé, Durtal, Morannes sur Sarthe-Daumeray, Seiches-sur-le-Loir. |
| Romme               | 3      | 32,4                  | la Loire          | la Loire          | 1 (49)                                              | 6                  | 6                  | Bécon-les-Granits, Champtocé-sur-Loire, Ingrandes-Le Fresne sur Loire, Saint-Augustin-des-Bois, Saint-Clément-de-la-Place, Val d'Erdre-Auxence. |
| Sanguèze            | 3      | 44                    | la Sèvre Nantaise | la Loire          | 2 (44, 49)                                          | 7                  | 3                  | Beaupréau-en-Mauges, Montrevault-sur-Èvre, Sèvremoine. |
| Sarthe              | 1      | 313,9                 | la Maine          | la Loire          | 4 (49, 53, 61, 72)                                  | 104                | 11                 | Angers, Briollay, Cantenay-Épinard, Cheffes, Écouflant, Étriché, Les Hauts-d'Anjou, Juvardeil, Morannes sur Sarthe-Daumeray, Soulaire-et-Bourg, Tiercé. |
| Sazée               | 4      | 20,2                  | l'Oudon           | la Loire          | 2 (49, 53)                                          | 3                  | 1                  | Segré-en-Anjou Bleu. |
| Semnon              | 2      | 73,3                  | la Vilaine        | la Loire          | 4 (35, 44, 49, 53)                                  | 20                 | 1                  | Ombrée d'Anjou. |
| Sèvre Nantaise      | 1      | 141,8                 | la Loire          | la Loire          | 4 (44, 49, 79, 85)                                  | 43                 | 1                  | Sèvremoine. |
| Soire               | 4      | 17,8                  | le Layon          | la Loire          | 2 (49, 79)                                          | 4                  | 2                  | Lys-Haut-Layon, Passavant-sur-Layon. |
| Suine               | 4      | 12,2                  | la Mayenne        | la Loire          | 1 (49)                                              | 3                  | 3                  | Feneu, Les Hauts-d'Anjou, Sceaux-d'Anjou. |
| Tarry               | 4      | 13,6                  | le Couasnon       | la Loire          | 1 (49)                                              | 5                  | 5                  | Beaufort-en-Anjou, Les Bois d'Anjou, Jarzé Villages, Mazé-Milon, Sermaise. |
| Thau                | 4      | 12,7                  | la Loire          | la Loire          | 1 (49)                                              | 1                  | 1                  | Mauges-sur-Loire. |
| Thiberge            | 4      | 11                    | l'Oudon           | la Loire          | 1 (49)                                              | 2                  | 2                  | Erdre-en-Anjou, Le Lion-d'Angers. |
| Thouet              | 1      | 142,5                 | la Loire          | la Loire          | 2 (49, 79)                                          | 34                 | 10                 | Artannes-sur-Thouet, Bellevigne-les-Châteaux, Le Coudray-Macouard, Distré, Montreuil-Bellay, Le Puy-Notre-Dame, Saint-Just-sur-Dive, Saumur, Varrains, Vaudelnay. |
| Trézon              | 4      | 15,8                  | la Moine          | la Loire          | 1 (49)                                              | 6                  | 6                  | Chanteloup-les-Bois, Cholet, Maulévrier, Mazières-en-Mauges, Toutlemonde, Yzernay. |
| Verdun              | 4      | 15,2                  | le Loir           | la Loire          | 2 (49, 72)                                          | 4                  | 2                  | Baugé-en-Anjou, Les Rairies. |
| Vernon              | 4      | 18,6                  | la Romme          | la Loire          | 2 (44, 49)                                          | 3                  | 2                  | Bécon-les-Granits, Val d'Erdre-Auxence. |
| Verzée              | 2      | 52,1                  | l'Oudon           | la Loire          | 2 (44, 49)                                          | 6                  | 3                  | Armaillé, Ombrée d'Anjou, Segré-en-Anjou Bleu. |
| Vésotière           | 4      | 12,8                  | les Cartes        | la Loire          | 2 (49, 72)                                          | 2                  | 1                  | Noyant-Villages. |
| Vieille Dive        | 4      | 31,5                  | la Dive           | la Loire          | 3 (49, 79, 86)                                      | 14                 | 2                  | Antoigné, Montreuil-Bellay. |
| Vienne              | 1      | 363,3                 | la Loire          | la Loire          | 7 (16, 19, 23, 37, 49, 86, 87)                      | 96                 | 1                  | Montsoreau. |
| Voutonne            | 4      | 15,5                  | la Sarthe         | la Loire          | 3 (49, 53, 72)                                      | 6                  | 1                  | Morannes sur Sarthe-Daumeray. |

## Canaux
Un canal traverse le territoire du département.
| Nom du cours d'eau | Classe | Longueur totale en km | Confluence | Bassin collecteur | Départements irrigués | Communes irriguées | Communes irriguées | Communes irriguées                                                                          |
| Nom du cours d'eau | Classe | Longueur totale en km | Confluence | Bassin collecteur | Départements irrigués | Nb total           | Nb ds le dép.      | Communes du département                                                                     |
| ------------------ | ------ | --------------------- | ---------- | ----------------- | --------------------- | ------------------ | ------------------ | ------------------------------------------------------------------------------------------- |
| Canal de la Dive   | 2      | 28,4                  |            | la Loire          | 3 (49, 79, 86)        | 14                 | 7                  | Antoigné, Artannes-sur-Thouet, Brézé, Chacé, Épieds, Montreuil-Bellay, Saint-Just-sur-Dive. |